# Evfemija Štorga
Evfemija Štorga, slovenska atletinja, metalka kopja * 7. oktober 1975, Medvode. 
Evfemija Štorga je za Slovenijo nastopila na Poletnih olimpijskih igrah 2000 v Sydneyju, kjer se v metu kopja s 27. rezultatom kvalifikacij ni uvrstila v finale. Njen osebni rekord je 61,14 m iz leta 2000.